# Пріцкер Семен Борисович
Семе́н Бори́сович Прі́цкер (1928 — 2004, Ізраїль) — радянський футбольний арбітр Всесоюзної категорії (від 1963 року).

## Життєпис
Запорізький футбольний арбітр Семен Пріцкер почав обслуговувати матчі чемпіонатів СРСР у ролі лайнсмена в 1953 році. 7 травня 1959 року дебютував як головний арбітр у поєдинку між сімферопольським «Авангардом» та рівненським «Колгоспником». 24 січня 1963 року офіційно отримав звання арбітра Всесоюзної категорії. Останній матч відсудив у 1989 році.
1982 року інспектував ігри першої ліги чемпіонату СРСР.
Помер у 2004 році в Ізраїлі, куди емігрував дещо раніше.